# Суперкубок Грузії з футболу 2006
Суперкубок Грузії з футболу 2006 — 6-й розіграш турніру. Матч відбувся 1 грудня 2006 року між чемпіоном Грузії клубом Сіоні та володарем кубка Грузії клубом Амері.
| Володар Суперкубка Грузії 2006 |
| ------------------------------ |
|                                |
| Амері Перший титул             |

## Матч

### Деталі
| 1 грудня 2006 |

| Амері | 1:0 | Сіоні |
| ----- | --- | ----- |
|       |     |       |

| Стадіон імені Михайла Месхі, Тбілісі |